# Marian Walentynowicz

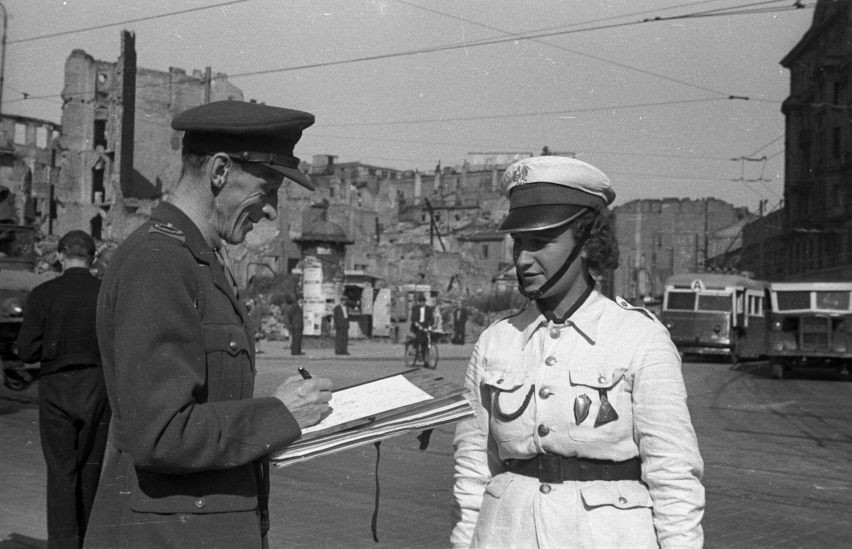
Marian Walentynowicz karikiert die Polizistin Leokadia Krajewska (1947).

Marian Walentynowicz (* 20. Januar 1896 in Sankt Petersburg, Russland; † 26. August 1967 in Warschau, Polen) war ein polnischer Illustrator, Autor und Architekt. Bekannt ist er überwiegend durch die von ihm geschaffene Comicfigur Koziołek Matołek.

## Leben
Marian Walentynowicz studierte Architektur an der Technischen Universität Warschau. Das Studium dauerte siebzehn Jahre lang. Seit den 1920er Jahren arbeitete er als Illustrator und Autor für verschiedene Magazine, darunter Kurierem Codziennym und Naokoło świata. Er reiste sehr gerne. Während seiner Reisen studierte er die Architektur und Kultur der besuchten Länder und fertigte dabei etwa 200 Skizzen an. Seine Eindrücke, sowie Kurzgeschichten von seinen Expeditionen wurden unter anderem in El Kanara und Naokoło świata veröffentlicht.
Walentynowicz gilt als Autor der ersten farbigen Bildergeschichten, die in der polnischen Presse veröffentlicht wurden. Im Jahr 1933 erschienen seine Illustrationen zu den zwei Serien Podróże Imć Tchórzaczka und Waluś Rekrut als Teil der wöchentlichen Beilage Dzień dobry! (dt. „Guten Tag!“).
Im Jahr 1932 überredete er zusammen mit Jan Gebethner, dem Herausgeber des Verlagshauses Gebethner und Wolff, den Schriftsteller Kornel Makuszyński dazu, eine Bildergeschichte für Kinder zu machen. Daraus entwickelte sich die Buchreihe 120 przygód Koziołka Matołka („120 Abenteuer des Koziołek Matołek“), die als erster polnischer Comic angesehen werden kann. Aus der Zusammenarbeit von Marian Walentynowicz und Kornel Makuszyński gingen noch weitere Werke wie Awantury i wybryki małej małpki Fiki Miki und Wanda leży w naszej ziemi hervor.
Nach Ausbruch des Zweiten Weltkriegs im Jahr 1939 gelang es ihm, nach Schottland zu fliehen, wo er als Korrespondent der Panzerdivision unter General Stanisław Maczek fungierte. Die Erlebnisse aus dieser Zeit dienten als Vorlage für sein Buch Wojna bez potosu: z notatnika i szkicownika korespondenta wojennego.

## Werke
Marian Walentynowicz illustrierte zahlreiche Bücher, vorwiegend Kinderbücher. Zu seinen bekanntesten Werken zählt die Comicreihe 120 przygód Koziołka Matołka („120 Abenteuer des Koziołek Matołek“) aus dem Jahr 1933 in Zusammenarbeit mit dem Schriftsteller Kornel Makuszyński.
Buchillustrationen in Zusammenarbeit mit Kornel Makuszyński (Auswahl)
- Ze środy na piątek, 1931

- 120 przygód Koziołka Matołka, 1933
- 2-ga księga przygód Koziołka Matołka, 1933
- 3-cia księga przygód Koziołka Matołka, 1934
- 4-ta księga przygód Koziołka Matołka, 1934
- Awantury i wybryki małej małpki Fiki Miki, 1935

- Fiki Miki dalsze dzieje, kto to czyta, ten się śmieje, 1936
- O wawelskim smoku, 1937
- Na nic płacze, na nic krzyki koniec przygód Fiki Miki, 1938
- Wanda leży w naszej ziemi, 1938

Buchillustrationen in Zusammenarbeit mit anderen Autoren (Auswahl)
- Julian Podoski: Kresowni rycerze, 1939
- Maria Kownacka: Przygody profesora Biedronki, 1956
- Czesław Janczarski: Przygody Tomcia Palucha, 1957
- Wojciech Laskowski: Niezwykłe przygody Robinsona, 1958

Autor
- Wojna bez potosu: z notatnika i szkicownika korespondenta wojennego, 1969

## Sonstiges
Die Zeichnungen, die während seiner Arbeit als Korrespondent der Panzerdivision unter General Stanisław Maczek entstanden sind, dienten als Vorlage für den animierten Kurzfilm Marian na Wojnie (dt. „Marian im Krieg“), der in Zusammenarbeit mit dem Museum der polnischen Geschichte (Muzeum Historii Polski) in Warschau entstanden ist.